# Aspasius (filosoof)
Aspasius (Oudgrieks: Ἀσπάσιος, Aspasios) was een peripatetische filosoof die vermoedelijk leefde in de 1e eeuw n.Chr.
Volgens Porphyrius schreef hij de eerste commentaren op vrijwel alle werken van Aristoteles. Boëthius, die vaak naar zijn werk verwijst, vernoemt expliciet commentaren op diens werken De Interpretatione, Physica, Metafysica, Categoriae en de Ethica Nicomachea. Daarnaast schreef hij ook een werk getiteld Libellus de naturalibus passionibus. Enkel van Aspasius' commentaar op de Ethica Nicomachea zijn grote fragmenten bewaard gebleven. Volgens Porphyrius zou hij ook commentaren van het werk van Plato geschreven hebben. Hij vermeldt bovendien ook dat Aspasius' commentaren op Aristoteles zouden gebruikt zijn in de school van Plotinos.

## Referentie
- W. Smith, art. Aspasius (2), in W. Smith (ed.), A dictionary of Greek and Roman biography and mythology, I, Boston, 1867, p. 387.

- Bibsys: 94010758
- Biblioteca Nacional de España: XX5322811
- Bibliothèque nationale de France: cb13197690r (data)
- Catàleg d'autoritats de noms i títols de Catalunya: 981058522487906706
- CiNii: DA01804105
- Gemeinsame Normdatei: 10238228X
- International Standard Name Identifier: 0000 0000 1368 9493
- Library of Congress Control Number: n98088007
- Nationale Bibliotheek van Israël: 987007257936805171
- Nederlandse Thesaurus van Auteursnamen: 069856885
- Réseau des bibliothèques de Suisse occidentale: 02-A002943180
- Istituto Centrale per il Catalogo Unico: BVEV018274
- LIBRIS: 264311
- Système universitaire de documentation: 034784284
- Virtual International Authority File: 30349877